# Хаджи, Димитр
Хаджи Димитр (болг. Хаджи Димитър, настоящие имя и фамилия — Димитр Николов Асенов; 10 мая 1840, Сливен, Османская империя — 18 июля 1868, гора Бузлуджа (ныне Хаджи Димитр), Старая Планина, Османская империя (ныне Болгария)) — болгарский национальный герой, гайдук, революционер, воевода, участник национально-освободительной борьбы болгарского народа против османского ига.

## Биография

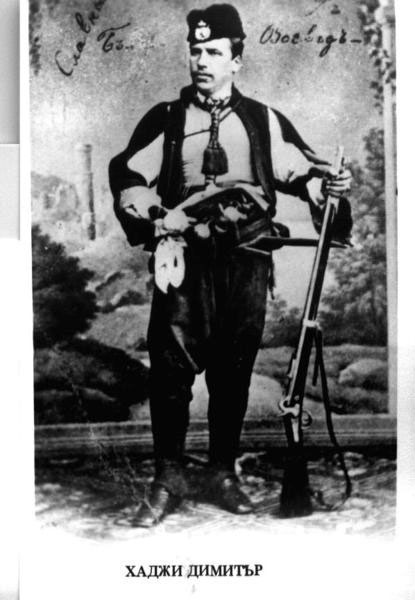
Гайдук Хаджи Димитр

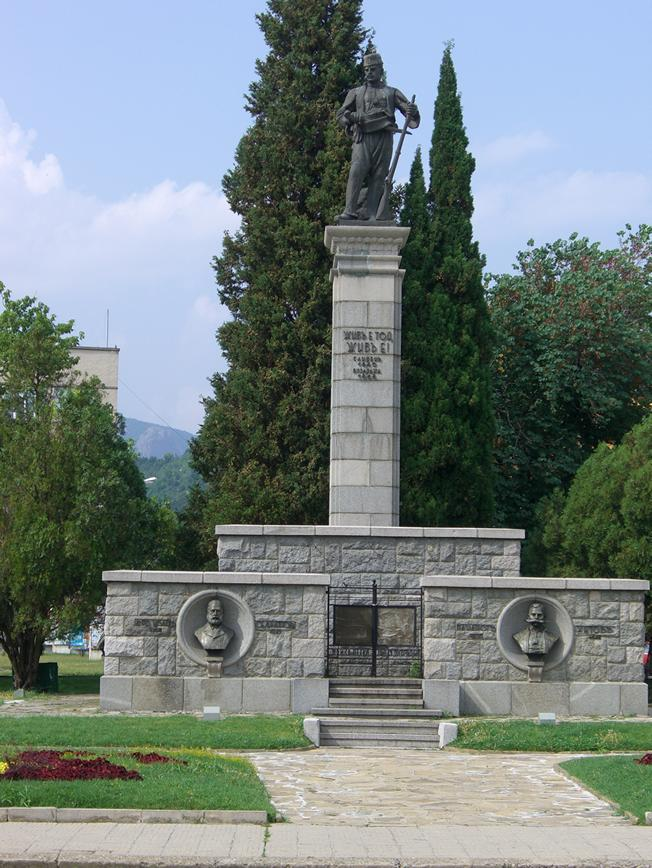
Памятник Хаджи Димитру в Сливене

Родился в семье ремесленника. Будучи причастным к убийству в декабре 1860 местного османского судьи, Хаджи Димитр был вынужден скрываться в горах, где начался гайдукский период его деятельности в чете (партизанском отряде) воеводы Панайота Хитова, где он стал знаменосцем. До 1863 года они действовали в горах. Позже, под давлением османов вынуждены были перебраться в Сербию, где чета распалась.
Летом 1864 Хаджи Димитр переехал в Румынию, где включился в активную борьбу против турок, вступил в болгарскую революционную организацию, созданную Георгием Раковским с целью национального восстания и формирования отрядов, отправки их в Болгарию для проведения боевых действий против османов. 21 мая 1865 на квартире у Г. Раковского была сформирована чета, в которую первыми записались Хаджи Димитр и Стефан Караджа. В июне 1865 отряд переправился через Дунай и ушёл в горы, где разделился на три отдельные небольшие четы во главе с Желю Воеводой, Стефаном Караджа и Хаджи Димитром. Во главе своего отряда воевода Хаджи Димитр действовал до осени 1865 году после чего чета вернулась в Румынию, где он был избран в «Тайный центральный болгарский комитет».
В 1867 он вступил в Болгарскую легию. В июне 1868 Хаджи Димитра вместе с С. Караджей возглавил партизанский отряд — чету, созданную в Румынии на средства болгарской революционной эмиграции. 6 июля чета Хаджи Димитра в количестве 125 человек переправилась через Дунай. Отряд отправился в регион Старая Планина, где намеревался организовать свою базу. Во время марша повстанцы четыре раза сразились с турецкой армией, в результате чего их силы сократились до 40 человек. Остатки отряда закрепились на горе Бузлуджа, где он был окружён и разгромлен турками во главе с Мидхат-пашой. Всего в боях против турок отряд потерял 101 бойца убитыми и 24 ранеными, которые, попав в плен, сразу же были повешены.
Воевода Хаджи Димитр был тяжело ранен и в районе пика Кадрафил скончался от полученных ран.

## Память
После смерти воеводы и освобождения Болгарии от османского ига память о Хаджи Димитре была запечатлена во многих названиях. Его имя носит село Хаджи Димитр, многие районы городов, улицы, школы, библиотеки, другие общественные объекты. В Сливене в родном доме Хаджи Димитра открыт музей, в стране уставлен ряд памятников. Герою Болгарии посвящены стихи, песни, рассказы. Среди писавших о Хаджи Димитре были выдающиеся болгарские поэты — Христо Ботев и Иван Вазов.